# Paper Trail
Paper Trail je šesté studiové album amerického rappera T.I. Bylo nahráno u Atlantic Records a vydáno 26. září 2008. Bylo nominováno na cenu Grammy v kategorii nejlepší rapové album a vyhrálo cenu Grammy za píseň "Swagga Like Us". Z alba pochází dva "number-one" hity "Whatever You Like" a "Live Your Life".

## O albu
Album nahrával během roků 2007 a 2008, kdy také čelil soudnímu obvinění. Pro album nahrál okolo sta písní, z kterých vybíral konečnou verzi alba.

## Singly
Jako promo singl byla vydána píseň "No Matter What", ten překvapil svým úspěchem, když se umístil na 72. příčce žebříčku Billboard Hot 100. Také obdržel platinovou certifikaci.
Prvním oficiálním singlem byla píseň "Whatever You Like", ten se vyšplhal na první pozici žebříčku Billboard Hot 100, jako jeho první singl. V USA se stal 5x platinovým.
Druhý singl, píseň "Swagga Like Us" (ft. Jay-Z, Kanye West a Lil Wayne), se vyšplhal na 5. příčku US žebříčku a získal platinovou certifikaci.
Třetí singl "Live Your Life" (ft. Rihanna) se vyšplhal také na první pozici žebříčku. Ten byl úspěšný i v Kanadě (4. příčka) a ve Spojeném království (2. příčka). Singl obdržel 4x platinovou certifikaci.
Čtvrtý a poslední singl "Dead and Gone" (ft. Justin Timberlake) se vyšplhal na 2. příčku US žebříčku, 3. příčku v Kanadě a 4. příčku ve Spojeném království. Obdržel 3x platinovou certifikaci.

## Po vydání
Debutovalo na první příčce žebříčku Billboard 200 s 568 000 prodanými kusy v první týden prodeje v USA. Ihned tak získalo certifikaci zlatá deska. V žebříčku se udrželo 55 týdnů. Také debutovalo na prvních pozicích žebříčků Top R&B/Hip-Hop Albums a Rap Albums. Celkem se v USA prodalo přes dva miliony kusů a získalo certifikaci 2xplatinová deska.
Dále také platinovou desku v Kanadě (přes 80 000 ks) a zlatou ve Spojeném království (přes 100 000 ks).

## Seznam skladeb
| Pořadí | Název                                              | Hudba                       | Délka |
| ------ | -------------------------------------------------- | --------------------------- | ----- |
| 1.     | 56 Bars (Intro)                                    | DJ Toomp                    | 3:04  |
| 2.     | I'm Illy                                           | Chuck Diesel                | 4:07  |
| 3.     | Ready for Whatever                                 | Drumma Boy                  | 5:12  |
| 4.     | On Top of the World (ft. Ludacris & B.o.B)         | Nard & B                    | 5:00  |
| 5.     | Live Your Life (ft. Rihanna)                       | Just Blaze                  | 5:39  |
| 6.     | Whatever You Like                                  | Jim Jonsin                  | 4:12  |
| 7.     | No Matter What                                     | Danja                       | 5:16  |
| 8.     | My Life Your Entertainment (ft. Usher)             | Drumma Boy                  | 4:56  |
| 9.     | Porn Star                                          | Lil' C                      | 3:32  |
| 10.    | Swing Ya Rag (ft. Swizz Beatz)                     | Swizz Beatz                 | 3:20  |
| 11.    | What Up, What's Haapnin'                           | Drumma Boy                  | 5:01  |
| 12.    | Every Chance I Get                                 | DJ Toomp                    | 4:50  |
| 13.    | Swagga Like Us (ft. Jay-Z, Kanye West a Lil Wayne) | Kanye West                  | 5:28  |
| 14.    | Slide Show (ft. John Legend)                       | Blac Elvis                  | 3:43  |
| 15.    | You Ain't Missin' Nothing                          | Drumma Boy                  | 5:10  |
| 16.    | Dead and Gone (ft. Justin Timberlake)              | Justin Timberlake, Rob Knox | 5:00  |

| iTunes bonusy | iTunes bonusy        | iTunes bonusy  | iTunes bonusy |
| Pořadí        | Název                | Hudba          | Délka         |
| ------------- | -------------------- | -------------- | ------------- |
| 17.           | Collect Call         | Nard & B       | 4:38          |
| 18.           | I Know You Missed Me | Two Band Geeks | 3:12          |